# Natalja Petrowna Kontschalowskaja
Natalja Petrowna Kontschalowskaja (russisch Наталья Петровна Кончаловская, wiss. Transliteration Natal'ja Petrovna Končalovskaja; geb. 18. Januar 1903 in Moskau; gest. 12. Oktober 1988 ebenda) war eine russische Dichterin, Kinderbuchautorin und Übersetzerin.

## Leben
Natalja Petrowna Kontschalowskaja wuchs in einer Künstlerfamilie auf. Ihr Vater, Pjotr Kontschalowski, war ein berühmter Maler. Von ihm stammen Gemälde wie „Flieder“ und „Porträt von Lermontow“. Ihr Großvater ist der Maler Wassili Surikow, er malte die historischen Gemälde „Die Alpenüberquerung Suworows“, „Jermaks Eroberung Sibiriens“ und „Die Bojarin Morosowa“. Der Schriftsteller und Kinderdichter Sergei Michalkow war ihr Ehemann. Ihre Hochzeit fand 1936 statt. Dieser sagte in seinen Interviews oft, dass seine Frau ihm einige Ideen und Zeilen für zukünftige Gedichte vorgeschlagen habe. 
Kontschalowskaja selbst hat viele Werke für Erwachsene und Kinder geschrieben. Am bekanntesten ist jedoch eines ihrer Bücher – das Poem „Unsere alte Hauptstadt“  (russisch Наша древняя столица / Nascha drewnjaja stoliza, wiss. Transliteration Naša drevnjaja stolica), das sich an Kinder richtet. In dem Buch lässt sie in poetischer Form die wichtigsten historischen Ereignisse der vorpetrinischen Zeit und Bilder aus dem Leben der alten Moskowiter Revue passieren. Es fand später Aufnahme in der Liste der „100 Bücher“, die das Ministerium für Bildung und Wissenschaft der Russischen Föderation den Schulkindern für das selbständige Lesen empfohlen hat.
Sie war die Mutter der beiden Filmregisseure Andrei Michalkow-Kontschalowski und Nikita Michalkow, der eine ist ein russischer Filmemacher/Schauspieler und der andere ist (auch) ein Hollywood-Produzent, Regisseur und Drehbuchautor.
Ihr Schaffen stand im Schatten ihres Mannes, des Dichters Sergei Michalkow, und ihrer beiden Söhne.